# Puits étrusque de Pérouse
Le puits étrusque de Pérouse (Pozzo etrusco) également connu sous le nom de « puits Sorbello  » du nom de la famille noble propriétaire du palais  qui comprend la structure, est situé dans le centre historique  de Pérouse. L'entrée du puits, ouverte au public en tant que musée, est au no 18 piazza Danti, par un passage couvert qui mène aux parties souterraines du palais Sorbello. 

## Histoire
Le puits étrusque se trouve près du Colle del Sole, à 477 m d'altitude, le point culminant de la ville de Pérouse, à l'endroit où se trouvait l'ancienne acropole de la ville étrusque. 
Sa construction date de la seconde moitié du IIIe siècle av. J.-C. Il devait probablement d'assurer l'approvisionnement en eau à la population,. La structure a été reconstruite à plusieurs reprises, à partir du XVe siècle, ce qui plaide pour une utilisation ininterrompue de la réserve d'eau par la communauté locale. Cette continuité est confirmée par la Vera da pozzo  du puits dont la base est située au même niveau de l'actuelle Piazza Piccinino (anciennement Piazza dei Gigli). 

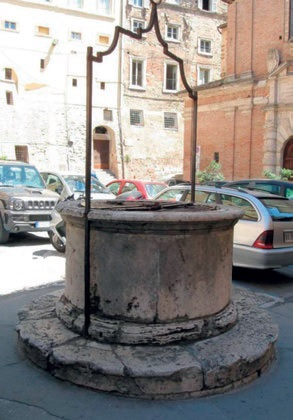
Vera da pozzo du puits étrusque, situé sur la Piazza Piccinino, en face du portail du Palais Sorbello.

Le puits, utilisé à l'origine par la population pour extraire l'eau du réservoir souterrain (datant vraisemblablement des XIVe et XVe siècles, s'ouvre entre l'entrée du Palais Sorbello et la Chiesa della Compagnia della Morte (it). Endommagé à plusieurs reprises, il a été rénové par la Municipalité. Une partie de la balustrade tombée au fond du puits, a été récupérée au milieu des années 1960 et repositionnée en 1973 . 
L'histoire du puits étrusque de Pérouse est liée à celle du Palais Sorbello et de ses propriétaires, qui se sont succédé. L'entrée se fait par les pièces souterraines du palais. Le palais Sorbello, dont la construction a été initialement commandée par Niccolò Montemelini au XVIe siècle, a été en partie construit sur des murs d'origine étrusque. Il a remplacé une tour et trois maisons de l'époque médiévale, dont les restes sont encore en sous-sol. En 1629, le palais a été acheté par Diomede degli Oddi, puis il est devenu la propriété des comtes Eugeni de Pérouse. En 1780, le marquis Uguccione III Bourbon di Sorbello achète le palais du comte Antonio Eugeni, et décide de le transformer en sa résidence principale, transférant ainsi la propriété du puits étrusque à sa famille. Uguccione III a stipulé que tous les résidents de la place devaient avoir l'accès gratuit à l'eau du puits. 
En 1960, à la suite des instructions d'Uguccione V Ranieri Bourbon di Sorbello, une première recherche a été réalisée, attribuant la construction du puits au génie hydraulique étrusque. Sur la base d'une deuxième étude, le professeur Filippo Magi, à l'époque maître de conférences en archéologie et histoire de l'art, en étruscologie et antiquités italiques à la Faculté des lettres et philosophie de l'Université de Pérouse, a finalement  conclu que le puits étrusque de Pérouse est l'un des plus grands produits de l'ingénierie hydraulique étrusque.

## Description

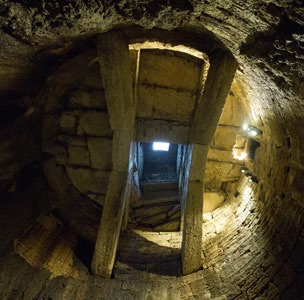
Détail du toit « a capriate » en travertin du puits étrusque de Pérouse.

Le puits se compose d'une structure cylindrique en tonneau, d'environ 37 m de profondeur, creusée dans un sol principalement constitué d'argile et de galets arrondis (connus en italien sous le nom de « tassello mandorlato »). Les premiers 4 m sous le niveau de la route sont occupés par une salle quadrangulaire d'une profondeur de 16 m, donnant sur un grand réservoir d'environ 5,60 m de diamètre. La partie supérieure de cette structure est  constituée de grandes dalles de travertin, au-dessus desquelles sont posées des poutres en pierre, jointées « à sec » sans utiliser de mortier ou de chaux, formant deux « fermes  », dont chacune pèse environ 8 tonnes, qui supportent le plafond, également constitué de grandes dalles de travertin. 
À partir de 16 mètres sous le niveau de la route, la structure en tonneau du puits se rétrécit progressivement pour atteindre un diamètre de 3 m. 
Dans un premier temps, pour extraire l'eau, un système de seaux reliés à une corde a été utilisé. Cela est confirmé par la présence de rainures sur la surface du bloc de travertin du plafond. Un système avec une poulie centrale a été utilisé lorsqu'une grille en fer a servi à sceller la Vera da pozzo du puits, avec l'inscription de la date 1768 et l'ajout de deux blasons, également en fer, l'un des marquis Bourbon di Sorbello, l'autre de la famille qui possédait auparavant la propriété, les comtes Eugeni. 
Une similitude avec le plafond voûté du puits étrusque est confirmée par un autre réservoir d'eau datant de l'âge étrusque, qui a été trouvé à Pérouse, via Caporali,. 
Lors des relevés de spéléologie réalisés au fil des ans, il a été constaté que le volume total est de 424 m3 et qu'il pouvait contenir (à pleine capacité) jusqu'à 424 000 litres d'eau. Le puits fonctionne toujours, alimenté par trois sources pérennes. En 1996, la structure a été vidée afin de réaliser des relevés photographiques .

## Site archéologique et touristique
En juillet 2016, la Fondation Sorbello, une institution culturelle dont le siège est au Palazzo Sorbello qui a hérité des biens de la famille Ranieri Bourbon di Sorbello, a achevé les travaux de restauration et gère  le site archéologique en tant que musée.